# Tenali
Tenali là một thành phố và khu đô thị của huyện Guntur thuộc bang Andhra Pradesh, Ấn Độ.

## Địa lý
Tenali có vị trí 16°15′B 80°35′Đ / 16,25°B 80,58°Đ Nó có độ cao trung bình là 11 mét (36 feet).

## Nhân khẩu
Theo điều tra dân số năm 2001 của Ấn Độ, Tenali có dân số 149.839 người. Phái nam chiếm 50% tổng số dân và phái nữ chiếm 50%. Tenali có tỷ lệ 67% biết đọc biết viết, cao hơn tỷ lệ trung bình toàn quốc là 59,5%: tỷ lệ cho phái nam là 72%, và tỷ lệ cho phái nữ là 61%. Tại Tenali, 10% dân số nhỏ hơn 6 tuổi.